# 材木町 (花巻市)
材木町（ざいもくちょう）は、岩手県花巻市に存在する町名。花西地区の内の一つの町名であり、行政区コード146である。郵便番号は025-0098。

## 世帯数と人口
2017年（平成29年）5月31日現在の世帯数と人口は以下の通りである。
| 町丁   | 世帯数  | 人口  |
| ------ | ------- | ----- |
| 材木町 | 124世帯 | 290人 |

## 地理
材木町はJR花巻駅から南側（東北本線の西側）の先に位置する。同町の周囲の他町名とでは北に西大通り、北東に大通り、東に末広町、南に鍛治町、西に若葉町とそれぞれ接する。

## 交通

### バス
- 岩手県交通の花巻営業所の一般路線である湯口線（志戸平温泉、新鉛温泉方面）が花巻駅から材木町内を通っている[4]。

### 鉄道
- JR東日本東北本線と釜石線の花巻駅（所在は大通り内）へは材木町から北方向の西大通り方面に向かって進むと着く。ちなみに東北本線は同町内の東側を通過している。

### 道路
- 材木町内に国道や岩手県道は通っていない。近隣周辺を通るとしては岩手県道103号花巻和賀線が大通り内や鍛治町内などで通過している。

## 施設
- 花巻税務署
- 花巻年金事務所
- 花巻市民の家
- 業務スーパー花巻店
- 花巻ガス
- 北東金属
- バロン美容室
- 白井眼科クリニック